# Wild Honey Pie
A Wild Honey Pie az angol rockegyüttes, a The Beatles dala az 1968-as azonos címet viselő (vagy más néven Fehér Album) dupla nagylemezről. Paul McCartney írta, Lennon–McCartney szerzeményként jelölték meg. A kevesebb, mint egy perces dal főként a cím énekléséből áll, amelyet egyedül McCartney ad elő az együttesből. A számot gyakran kitöltő sávnak tekintik, és kísérleti jellege miatt általában jelentéktelennek, felejthetetlennek tartják.

## Rögzítése
A Wild Honey Pie-t 1968. augusztus 20-án vették fel a Mother Nature’s Son felvételének végén. Ehhez a dalhoz hasonlóan itt is csak McCartney az egyetlen tag az együttesből, aki közreműködött a felvételek során. Akkor épp John Lennon és Ringo Starr az új album más dalain dolgozott, George Harrison pedig Görögországban nyaralt. McCartney ezen az ülésen rögzítette az Etcetera című, kiadatlan dalt is.
McCartney ezt mondta erről a dalról: "Kísérleti módban voltunk, és ezért azt kérdeztem: "Kitalálhatok valamit?" A gitárral kezdtem, és elvégeztem egy kísérletet a vezérlőteremben vagy esetleg a szomszéd kis szobában. Nagyon házilag készült, egyáltalán nem volt nagy produkció. Csak kitaláltam ezt a rövid darabot, és többsávos harmóniát ennek, harmóniának annak és harmóniájának, és szoborszerűen felépítette, sok vibrátóval a [gitár] húrokon, valóban őrülten húzta a húrokat. Innen a 'Wild Honey Pie', ami utalás volt az általam írt másik dalra, a Honey Pie-ra."

## Közreműködött
Ian MacDonald szerint:
- Paul McCartney – ének és vokál, akusztikus gitár, basszusdob

## Fordítás
Ez a szócikk részben vagy egészben  a   Wild Honey Pie című angol Wikipédia-szócikk fordításán alapul.  Az eredeti cikk szerkesztőit annak laptörténete sorolja fel. Ez a jelzés csupán a megfogalmazás eredetét és a szerzői jogokat jelzi, nem szolgál a cikkben szereplő információk forrásmegjelöléseként.

## Jegyzet
1. ↑  Kevin Courrier: Artificial Paradise: The Dark Side of the Beatles' Utopian Dream: The Dark Side of the Beatles' Utopian Dream.  2008–12–30.   215. o. ISBN 978-0-313-34587-6 Hozzáférés: 2023. június 19.
2. ↑  Alan W. Pollack's Notes on "Wild Honey Pie". www.icce.rug.nl. (Hozzáférés: 2023. június 19.)
3. ↑  The Beatles' White Album tracks – ranked (angol nyelven). The Independent, 2022. május 30. (Hozzáférés: 2023. június 19.)
4. 1 2  Wild Honey Pie (brit angol nyelven). The Beatles Bible, 2008. március 16. (Hozzáférés: 2023. június 19.)
5. 1 2  Ian MacDonald. A fejek forradalma, 378. o. (2015)
6. ↑  Bánosi–Tihanyi. Beatles zenei kalauz, 91. o. (1999)
7. ↑  Molnár Imre –Molnár Gábor. Halhatatlan Beatles, 189–190. o. (2001)

## Forrás
- Bánosi György – Tihanyi Ernő: Beatles zenei kalauz. Az együttzenélés és a szólóévek. 1958–1999. Budapest: Anno Kiadó, 1999. ISBN 963-853-895-3
- Ian MacDonald: A fejek forradalma. A Beatles és a hatvanas évek. (ford. Révbíró Tibor) Budapest: Helikon Kiadó, 2015. ISBN 978-963-227-468-3
- Molnár Imre–Molnár Gábor: Halhatatlan Beatles. Lírai monográfia; magánkiadás, Budapest, 2001. (újrakiadás) ISBN 963-500-451-6

## Külső hivatkozás
Allan W. Pollack megjegyzései a Wild Honey Pie dalról